# KLF5
KLF5‏ (Kruppel like factor 5) هوَ بروتين يُشَفر بواسطة جين KLF5 في الإنسان.